# 走り井餅
走り井餅（はしりいもち）は滋賀県大津市、京都府八幡市の餅菓子。八幡市では「走井餅」と表記される。

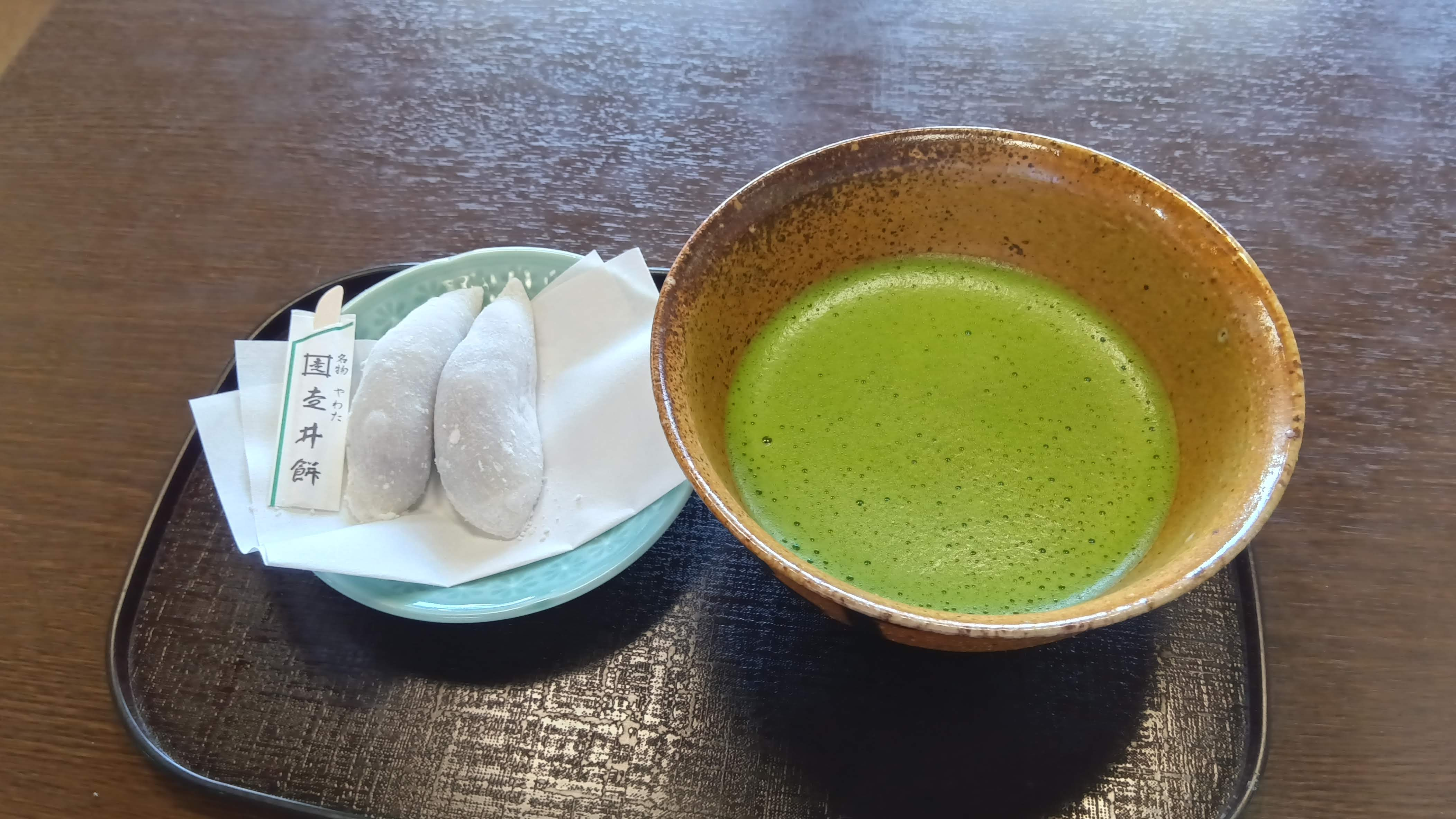
走井餅（やわた走井餅老舗、京都府八幡市）

## 沿革

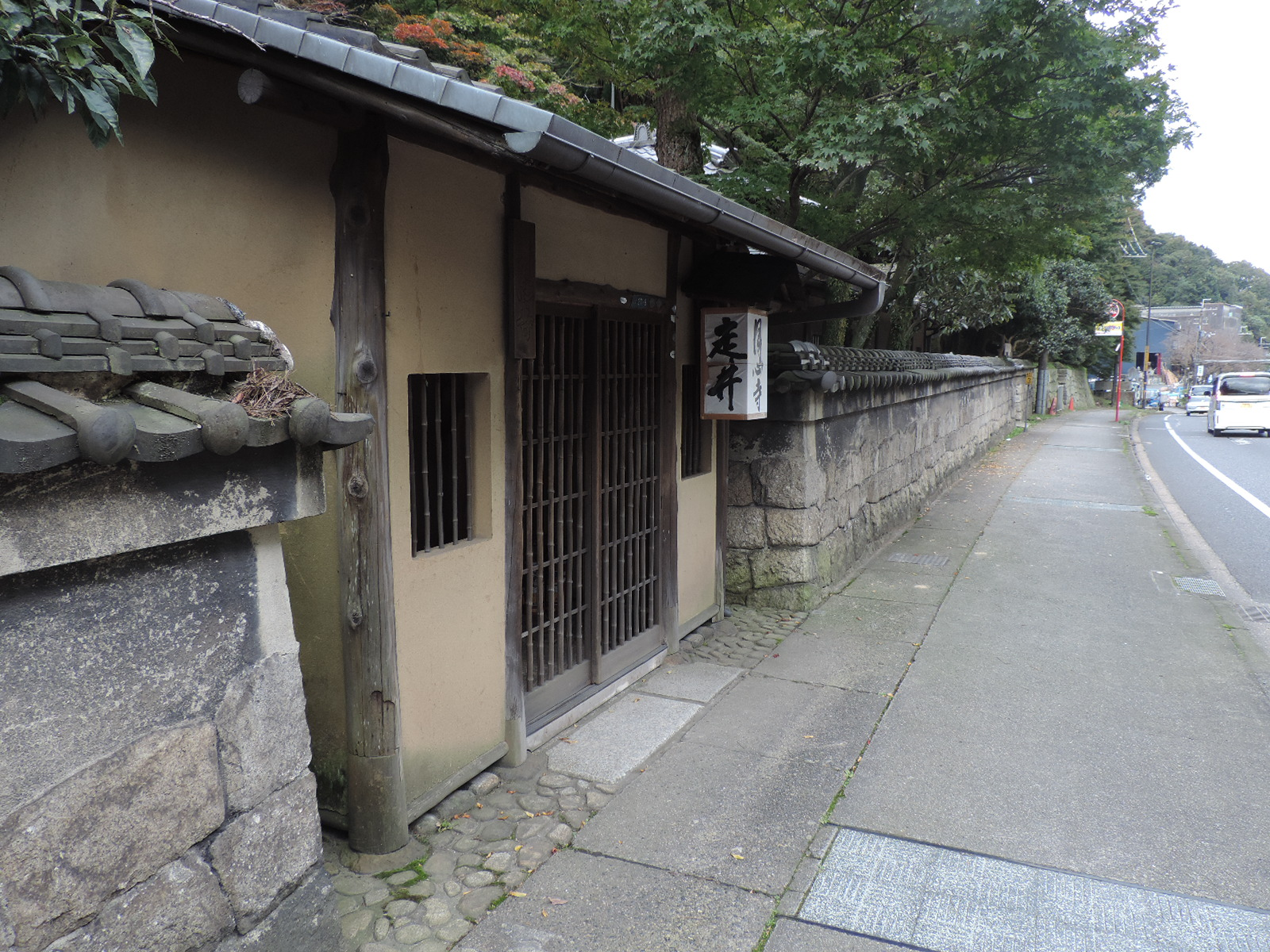
月心寺（大津市大谷町） 現在地に走井茶屋が存在した。

走り井餅は1764年（明和元年）、東海道逢坂山（現：大津市大谷）付近の茶店で考案され、茶屋内の「走井」という井戸水と近江米で作られた餅を水滴の形にして旅人に提供した。
茶屋は1910年（明治43年）、八幡の石清水八幡宮門前に分家したのち、廃業。画家・橋本関雪の所有を経て、現在は臨済宗寺院・月心寺となっている。
走り井餅は現在、大津市では「走り井餅本家」（オンラインでは「井筒八ッ橋本舗」）、八幡市では「やわた走井餅老舗」で販売されている。